# 岡本清一
岡本 清一（おかもと せいいち、1905年4月26日 - 2001年1月10日）は、日本の政治学者。

## 略歴
京都府北桑田郡京北町（現・京都市）出身。1930年同志社大学法学部卒。
1947年同志社大学教授、法学部長を務めた。1966年定年、1967年京都精華短期大学設立準備委員長となり、1968年同短大発足とともに学長に就任、1972年まで務めた。のち人文学部教授などを務め、1990年名誉教授となる。
憲法問題研究会、平和問題談話会に参加。
1966年京都市長選に日本社会党の推薦で立候補したが落選した。

## 著書
- 『国体憲法学』国体科学社 1930
- 『船口万寿伝』四季書房 1942
- 『新島襄』玉井徳太郎等絵 広島図書 (銀の鈴文庫) 1948
- 『独裁と自由』創元社 1952
- 『新島襄』同志社大学出版部 1952
- 『ブルジョア・デモクラシーの論理』法律文化社 (新文化選書)1955
- 『自由の問題』1959 岩波新書
- 『ナショナリズムの論理』ミネルヴァ書房 (社会科学選書 1966
- 『企業革命論』小学館 (100万人の創造選書)1974
- 『岡本清一政治評論集 20世紀を生きる』岡本清一生誕一〇〇年京都精華大学記念刊行会編 青山社 2005

### 共著
- 『年表議会政治史』藤馬竜太郎共著 至誠堂 1960

### 記念論文集
- 『デモクラシーの思想と現実 岡本清一先生傘寿記念』法律文化社 1985

## 論文
- <岡本清一